# Île Wizard
L'île Wizard (Wizard Island), littéralement « île du Sorcier », est une île volcanique des États-Unis située dans l'ouest du lac de Crater Lake, dans le parc national de Crater Lake, au sud de l'Oregon.

## Description
La superficie de l'île est de 1,28 km2. Son sommet culmine à environ 2 113 mètres d'altitude soit près de 230 mètres au-dessus du niveau moyen du lac. Le sommet de l'île possède un cône volcanique de 150 mètres de diamètre pour 30 mètres de profondeur. Ce petit cratère a été nommé Witches Cauldron (littéralement « Chaudron des Sorcières ») en 1885 par l'homme d'affaires Will G. Steel qui baptisa également l'île.

## Géologie

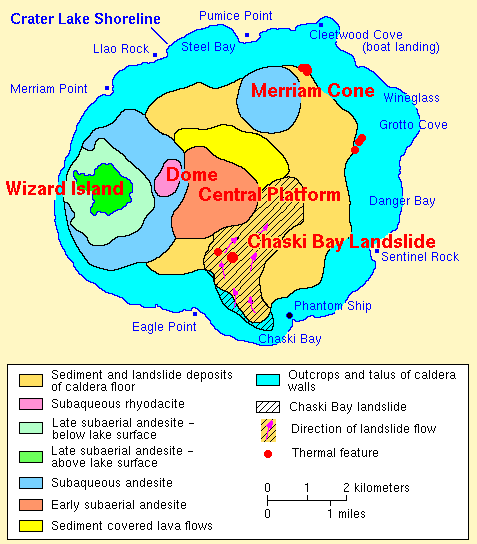
Carte géologique de l'île et du fond du lac.

La zone du Crater Lake était occupée par un immense stratovolcan du nom de mont Mazama qui débuta sa formation il y a un peu moins de 500 000 ans. Il y a 7 700 ans, le volcan entra en éruption et s'effondra sous son propre poids en formant une caldeira profonde de 1 200 mètres. Par la suite, d'autres petites éruptions formèrent quelques nouveaux petits cônes volcaniques dans la caldeira dont celui qui est à l'origine de l'île. Le fond de la Caldeira s'est en parallèle rempli d'eau au fil des années à la suite des fortes précipitations dans la région et le petit volcan s'est transformé en une île lacustre en même temps que le niveau de l'eau augmentait.
L'île est donc le plus haut cône présent dans le lac et le seul à dépasser la surface du lac. D'autres plus petits volcans, dont le Merriam Cone, existent toutefois sous le niveau du lac dont la profondeur maximale actuelle est de 592 mètres, soit le plus profond des États-Unis.

## Tourisme

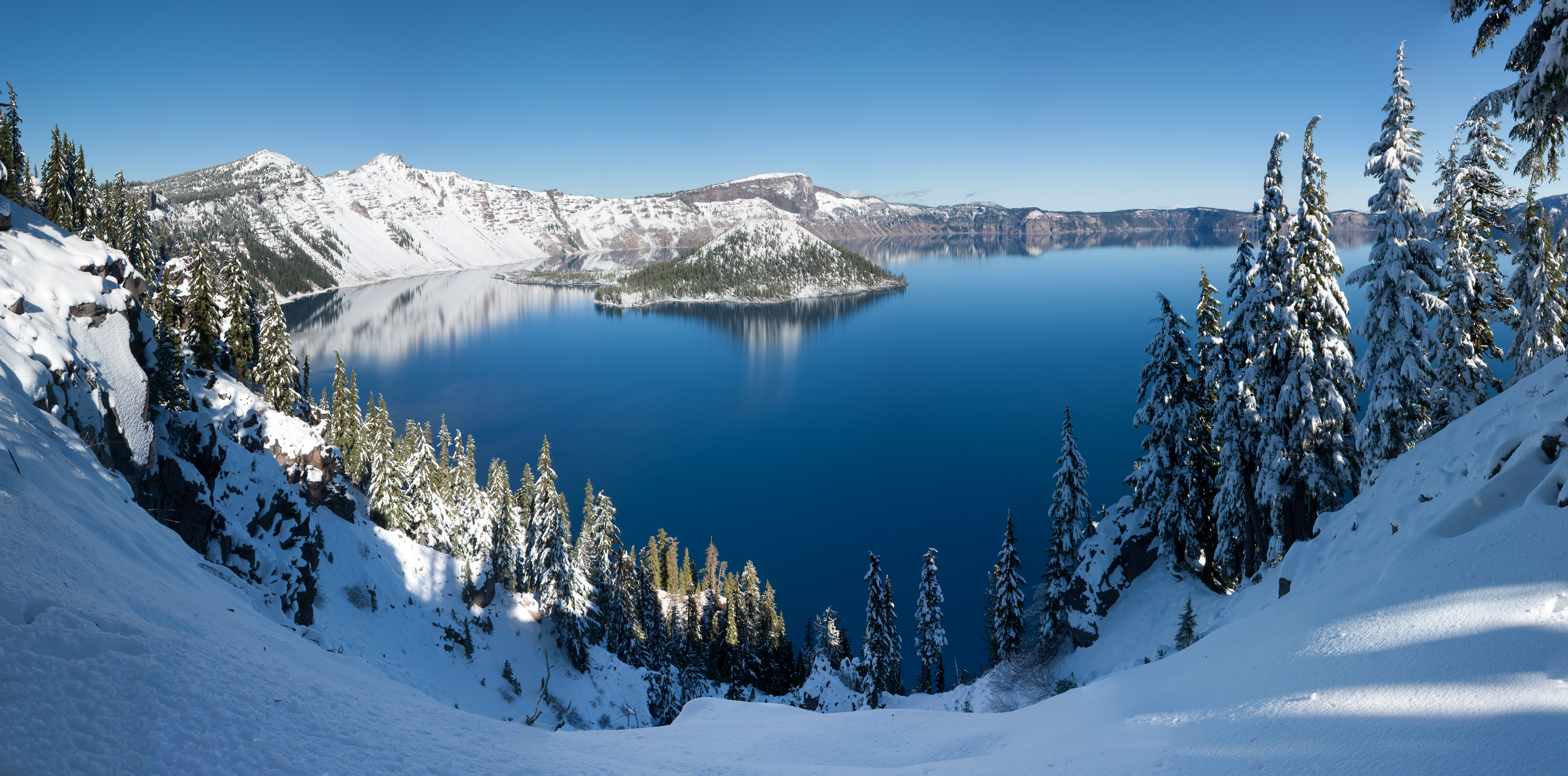
L'île en hiver.

L'île est uniquement accessible au public en période estivale en raison de la fermeture saisonnière des routes environnantes. En raison des fortes chutes de neige que la région reçoit, l'ouverture des routes et du parc se fait graduellement à partir de juin, suivant la reprise des services du parc national de Crater Lake. Les balades en bateaux commencent à Cleetwood Cove au nord du lac et se terminent au sud de l'île au niveau de Governors Bay.  

## Wizard Island Trail
Un sentier de randonnée permet d'atteindre le sommet de l'île et de faire le tour du cratère. Considéré comme un sentier de difficulté modéré, la Wizard Island Trail est d'une longueur de 3,9 kilomètres (aller-retour) et prend en moyenne 1 h 30 à parcourir. Les animaux de compagnie sont interdits.

## Dans la culture
Dans son roman Mausolée publié en 2015, Antoine Tracqui y situe la sépulture de Qin Shi Huang, premier empereur de Chine.